# Rotbraune Sichelwanze

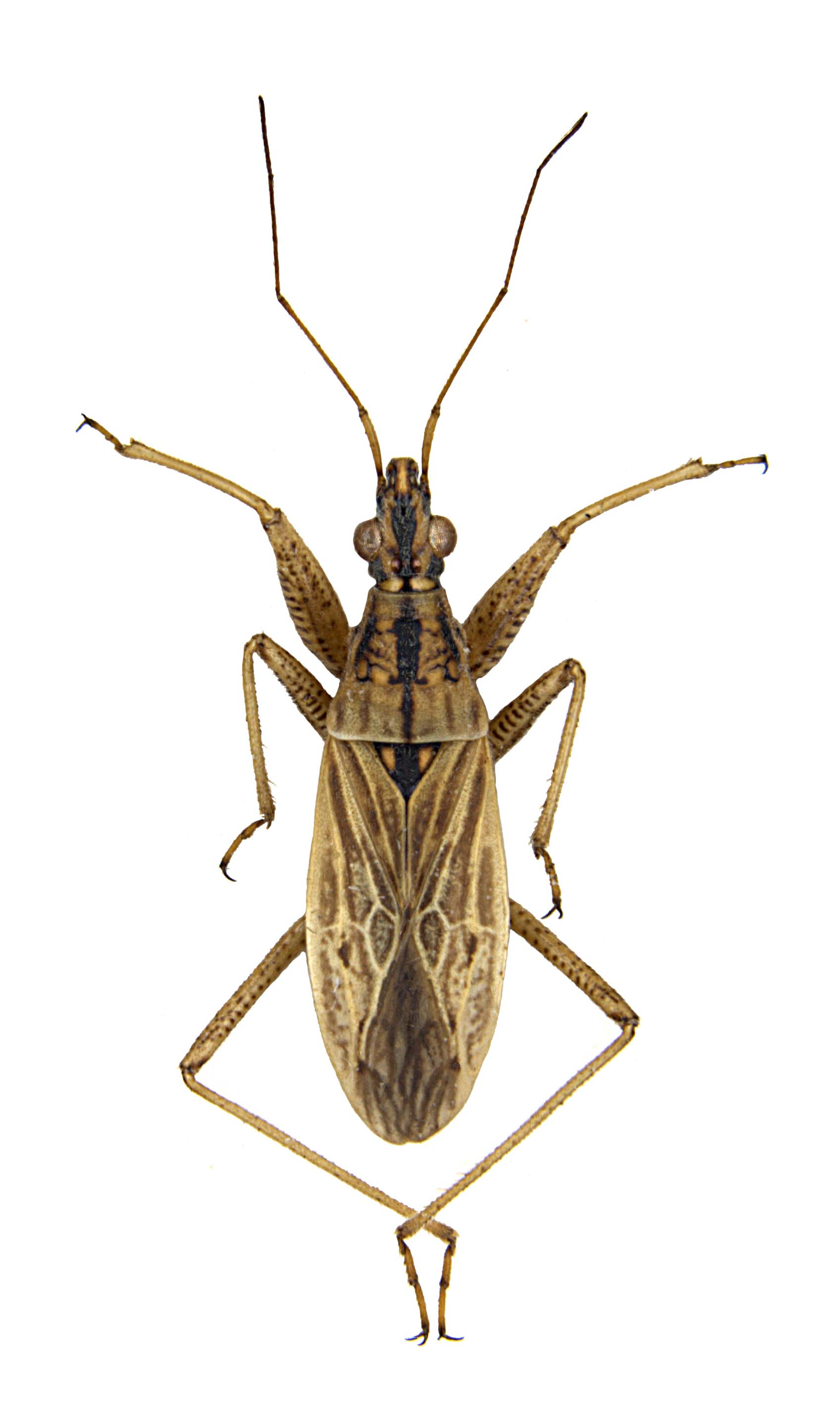
Nabis rugosus; Rotbraune Sichelwanzer, Habitus, specimen in Zoologische Staatssammlung München, Foto: Marianne Müller

Die Rotbraune Sichelwanze (Nabis rugosus) ist eine Wanze aus der Familie der Sichelwanzen (Nabidae).

## Merkmale
Die Wanzen erreichen eine Körperlänge von 6,5 bis 7,5 Millimetern. Sie sind gelbbraun gefärbt und haben blasse Vorderflügel. Die Tiere sind fast immer brachypter, haben also reduzierte Flügel, die das Hinterleibsende erreichen, oder bis knapp davor reichen. Nur selten treten auch macroptere (voll geflügelte) Tiere auf, die dann mit Nabis ferus und Nabis pseudoferus verwechselt werden können. Das Pronotum der Tiere hat ein Breiten- zu Längenverhältnis von 1,6:1,5. Das zweite Glied der Fühler ist größer als die Maximalbreite des Pronotums, wodurch man die Art von Nabis ericetorum und Nabis brevis unterscheiden kann. Letztere Art besitzt außerdem zusätzlich zu den dunklen Punkten und Linien, die auch bei der Rotbraunen Sichelwanze auftreten, zusätzlich dunkle Bereiche an den Schenkel (Femora) der Vorderbeine. Die Art ist allerdings generell schwer von den ähnlichen anderen Nabis-Arten zu unterscheiden und kann nur sicher mit Untersuchung der männlichen Genitalien bestimmt werden. Die Nymphen sind dunkelbraun und haben häufig ein helles und rotes Streifenmuster.

## Vorkommen und Lebensraum
Die Art ist in Europa von der nördlichen Küstenregion des Mittelmeerraums bis nach Südskandinavien verbreitet. Weiter östlich erstreckt sich die Verbreitung bis Zentralasien und Sibirien. Die Art ist in Mitteleuropa überall verbreitet und kommt sowohl im Flachland, als auch in den Mittelgebirgen und in den Alpen bis etwa 1500 Meter Seehöhe vor. Sie ist Mitteleuropas häufigste Art der Sichelwanzen. Besiedelt werden wie auch bei den übrigen Arten der Gattung viele verschiedene Lebensräume; von offenen und trockenen, bis hin zu schattigen und feuchten. Die Art besiedelt jedoch bevorzugt mäßig feuchte, halbschattige Orte mit dominierendem Grasbewuchs. Angrenzender Gehölzbewuchs ist für die Art offenbar wichtig.

## Lebensweise
Die Rotbraune Sichelwanze jagt am Boden und auch in der höheren Krautschicht, nur selten in der Strauchschicht. Die Imagines überwintern in der trockenen  Bodenstreu, in Grashorsten, unter Moospolstern und ähnlichem. Die Weibchen legen ihre Eier ab Mai in Grashalme ab. Die ab Anfang Juni schlüpfenden Nymphen entwickeln sich über den Sommer und häuten sich ab Anfang August zu adulten Tieren. Die Imagines kann man das ganze Jahr über antreffen, obwohl nur eine Generation pro Jahr ausgebildet wird. Die Paarung findet im September und Oktober, sowie im Frühjahr statt, fertile Eier entwickeln sich aber nur im Frühjahr.

## Belege